# ملیپئوکو
ملیپئوکو (به اسپانیایی: Melipeuco) یک شهرستان در شیلی است که در استان کاتین واقع شده‌است. ملیپئوکو ۱٬۱۰۷٫۳ کیلومتر مربع مساحت و ۵٬۵۹۰ نفر جمعیت دارد و ۴۶۱ متر بالاتر از سطح دریا واقع شده‌است.